# ثوم قزويني
ثوم قزويني (الاسم العلمي: Allium caspium) هو نوع من النباتات يتبع جنس الثوم من فصيلة النرجسية.